# Blenina sinefascia
Blenina sinefascia är en fjärilsart som beskrevs av Emilio Berio 1978. Blenina sinefascia ingår i släktet Blenina och familjen trågspinnare. Inga underarter finns listade i Catalogue of Life.